# هيلاري بارت
هيلاري بارت (بالإنجليزية: Hilary Barte)‏ مواليد 17 نوفمبر 1988، هي لاعبة كرة مضرب أمريكية بدأت مسيرتها كمحترفة سنة 2006. أعلى تصنيف لها في الفردي كان المركز الـ 455 في سنة 2007. أعلى تصنيف لها في الزوجي كان المركز الـ 330 في سنة 2011.

## وصلات خارجية
- هيلاري بارت على موقع رابطة محترفات التنس (الإنجليزية)
- هيلاري بارت على موقع الاتحاد الدولي لكرة المضرب (الإنجليزية)
- هيلاري بارت على موقع إي إس بي إن.كوم (الإنجليزية)

- الموقع الرسمي